# Miagrammopes correai
Miagrammopes correai är en spindelart som beskrevs av Salvador de Toledo Piza Júnior 1944. Miagrammopes correai ingår i släktet Miagrammopes och familjen krusnätsspindlar. Inga underarter finns listade i Catalogue of Life.